# جوزيف كونراد (عسكري)
جوزيف كونراد (بالفرنسية: Joseph Conrad)‏ هو عسكري فرنسي، ولد في 8 ديسمبر 1788 في ستراسبورغ في فرنسا، وتوفي في 2 يونيو 1837 في إسبانيا.